# Manade Bilhau
La manade Bilhau est un élevage de taureaux de Camargue fondé en 1940 par Émile Bilhau.

## Historique
Émile Bilhau fonde la manade en 1940, avec du bétail de Baroncelli, Granon et Raynaud. Il embauche René Barbut comme bayle gardian.
Avec le taureau Domino, il popularise le toro-piscine dans les arènes de Nîmes. Il passe la main à son fils Jean-Marie dans les années 1980.
Une rue de Générac et les arènes de Saint-Gilles portent le nom d'Émile Bilhau. En outre, chaque année, une gerbe est déposée sur sa tombe, au cimetière de Saint-Gilles et une cérémonie en son hommage y est organisée.
Après avoir été au mas du Lauricet à Albaron, les pâturages s'étendent sur le domaine d'Estagel, situé sur la commune de Saint-Gilles mais proche de Générac, sur 150 hectares.

## Palmarès
Le 24 octobre 1954 à Nîmes, la manade Bilhau est l'unique manade à recevoir le Biòu d'or, cette distinction étant ensuite remise à des cocardiers.

## Personnalités
La manade a reçu des personnalités, parmi lesquelles Jacques Chirac, François Fillon, Nathalie Kosciusko-Morizet, Alain Juppé, Jean-Louis Borloo, Chico Bouchikhi, Léo Ferré ou Bernard Pivot, qui y fit sa dictée.
En 1949,  moins de 10 ans après la création de la manade, le réalisateur Jean-Devaivre y a tourné "Vendetta en Camargue", un film d'aventure tourné essentiellement dans la région, avec, dans les rôles principaux Brigitte Auber, le comédien, cavalier olympique et maître d'équitation Jean d'Orgeix (sous le pseudonyme de Jean Paqui), Rosy Varte, et aussi Jean Tissier, Daniel Sorano, et aussi Tommy Bourdelle.